# Adolf Höhr
Adolf Höhr (n. 11 mai 1869, Sighișoara – d. 7 noiembrie 1916, Sighișoara) a fost un teolog, profesor de matematică și fizică la Bischof-Teutsch-Gymnasium (Gimnaziul Episcop Teutsch) din Sighișoara și scriitor sas din Transilvania.
Studiile gimnaziale le-a urmat la Sighișoara. A continuat studiile superioare la universitățile de teologie, matematică, fizică și pedagogie de la Jena, Cluj, Berlin și Tübingen (1887-91).
Profesor fiind, a cules poezii și jocuri pentru copii, în dialectul săsesc, pe care le-a reunit în două volume, apărute în 1903 și 1906.
În jurul anului 1910 s-a ocupat și de fotografie, ca, de exemplu, imagini din Sighișoara (orașul vechi, Gimnaziul Teutsch), portrete de grup (pereche citind în parc, femei și copii la depănușat porumb).
De la Adolf Höhr s-au păstrat clișee negative pe sticlă și diapozitive colorate manual. Tematica imaginilor varia de la străzi și clădiri din Sighișoara la imagini de familie, în grădina casei sale de vară. A fotografiat și două excursii, pe care le-a făcut cu elevii săi la Budapesta, în Italia, Croația și vestul României, inclusiv la Detunata Goală, unde a fotografiat formațiunile de bazalt.

## Scrieri
- Siebenbürgisch-sächsische Kinderreime und Kinderspiele. Gesammelt und erläutert von Adolf Höhr. Druck von W. Krafft, Nagyszeben [Hermannstadt] 1903
- Vuër lånk Ewend : låstich Geschichten a såchsesche Reimen, Krafft Verlag, Harmestådt, 1906
- Siebenbürger Sachsen im Weltkrieg. Feldbriefe und Kriegsskizzen, 115 p., Wien, Seidel & Sohn, 1916